# 松崎柳浪
松崎 柳浪（まつざき りゅうろう、享和元年（1801年） - 嘉永7年11月4日（1854年12月23日））は、江戸時代後期の旗本。儒者。父は『新編武蔵風土記稿』の編纂に関わった松崎善右衛門純庸。名は純倹。通称は満太郎。別号に懐松、拙修主人。三河譜代の旗本で500石。子に幸三郎純温。
天保11年（1840年）に家督を継ぐ。林述斎に師事し、幕府の儒官となる。嘉永7年マシュー・ペリーが浦賀に再び来航し、述斎の子の林復斎、井戸覚弘、鵜殿長鋭、伊沢政義とアメリカ特使応接掛を命ぜられ、交渉に従事し日米和親条約の締結に至った。酒宴の席で酔ってペリーに抱きつき「日米同心」と叫んだ。同年11月4日に54歳で没した。著書には「柳浪日抄」などがある。
極度の近視だった為、寝ていた猫を煙草盆と間違えキセルをはたいたので猫が絶叫したなどのエピソードがある。